# Dirty Honey
Dirty Honey é uma banda de rock estadunidense de Los Angeles, formada em 2017. É composta pelo vocalista Marc LaBelle, o guitarrista John Notto, o baixista Justin Smolian e o baterista Jaydon Bean.
O EP autointitulado deles foi lançado independentemente em março de 2019. O single "When I'm Gone" liderou a parada Billboard Mainstream Rock Songs, tornando-os a primeira banda independente a fazê-lo. Dirty Honey é um artista "On the Verge" do iHeartRadio.

## História
Após se mudar para Los Angeles na tentativa de repetir o sucesso dos Guns N' Roses, o guitarrista John Notto conheceu o vocalista Marc LaBelle enquanto ele fazia vários shows com o grupo em que então tocava, Ground Zero, do qual Notto se tornou parte. O Ground Zero tocava uma mistura de covers e músicas originais escritas por LaBelle. LaBelle e Notto decidiram formar sua própria banda de forma independente quando Notto recrutou um novo baixista para o Ground Zero, Justin Smolian. Quando o trio teve problemas para encontrar um baterista, Smolian trouxe Corey Coverstone, que pediu para se juntar a eles. Após a entrada de Coverstone, o grupo decidiu oficialmente se chamar "Dirty Honey". Até então, a banda se chamava The Shags. O grupo se tornou oficial em 2017 após realizar seu segundo show na calçada da Sunset Boulevard para cerca de 100 pessoas.
LaBelle pensou no nome da banda depois de ouvir Robert Plant mencionar sua banda The Honeydrippers em uma entrevista a Howard Stern e achou que soava como um nome de rock and roll "sujo" ("dirty", em inglês).
Depois de ouvir a música "When I'm Gone", o amigo de longa data da banda, Mark DiDia, um veterano da indústria musical da Columbia Records, tornou-se empresário deles. Ele organizou shows de abertura para o Slash em 2018 e 2019. A música também foi número 1 na parada de rádio Mainstream Rock Songs da Billboard, tornando-os a primeira banda independente da história a alcançar esse feito.
A banda viajou para a Austrália para gravar seu EP autointitulado com o produtor Nick DiDia. Ele foi lançado de forma independente em 22 de março de 2019. Oito horas depois, os membros foram contatados por amigos e familiares dizendo que sua música estava tocando no rádio.
O Dirty Honey fez uma turnê em 2019 com Goodbye June como banda de abertura do Red Sun Rising. Em 7 de maio, a banda abriu para o The Who na Van Andel Arena em Grand Rapids, Michigan, como parte da turnê Moving On! deles. O Dirty Honey abriu o show do Skillet e do Alter Bridge na Victorious Sky Tour, de 22 de setembro a 25 de outubro. Eles também tocaram para o Guns N' Roses em sua turnê Not in This Lifetime em 1 e 2 de novembro em Las Vegas.
A banda foi indicada a "Melhor Novo Artista de Rock/Alternativo" no iHeartRadio Music Awards de 2020.
Originalmente planejando retornar à Austrália para gravar seu álbum de estreia autointitulado em março de 2020, tiveram de cancelar de planos por conta das restrições de voos causadas pela pandemia da COVID-19 e foram para o Henson Studios em Hollywood, Califórnia, com o produtor Nick DiDia supervisionando-os virtualmente, além do cancelamento do videoclipe da faixa "Heartbreaker" de seu EP anterior. O álbum foi lançado em 23 de abril de 2021 e foi eleito pela Loudwire como o 30º melhor álbum de rock/metal de 2021.
Em 2021, o Dirty Honey fez uma turnê para promover seu álbum de estreia na turnê California Dreamin' com a banda de abertura Joyous Wolf, além de abrir para os The Black Crowes em sua turnê Shake Your Money Maker. Em 1º de janeiro de 2022, eles lançaram um cover da música "Let's Go Crazy" do Prince, que eles tocaram no NHL Winter Classic de 2022.
O Dirty Honey foi um dos artistas principais da Young Guns Tour com o Mammoth WVH em 2022. Eles iniciaram sua primeira turnê europeia no meio de 2022, incluindo shows de abertura para Guns N' Roses, Kiss e Rival Sons . Eles fizeram uma turnê pela América do Norte, também intitulada California Dreamin' Tour, no outono de 2022 com os artistas de apoio Dorothy e Mac Saturn.
Em 3 de janeiro de 2023, a banda anunciou uma regravação da faixa "Heartbreaker", que foi lançada na sexta-feira seguinte.
Em 21 de janeiro de 2023, a banda iniciou sua primeira turnê pela Europa/Reino Unido como atração principal, com uma parada em Norwich, Reino Unido. Este foi o primeiro show da banda com o novo baterista Jaydon Bean, já que Corey Coverstone havia deixado o grupo por não querer fazer extensas turnês.

## Membros

### Membros atuais
- Marc LaBelle – vocais (2017–presente)
- John Notto – guitarra (2017–presente)
- Justin Smolian – baixo (2017–presente)
- Jaydon Bean – bateria (2023–presente)

### Ex-membros
- Corey Coverstone – bateria (2017–2023)

## Discografia

### Álbuns de estúdio
- Dirty Honey (2021)
- Can't Find the Brakes (2023)

### EPs
- Dirty Honey (EP) (2019)

### Álbuns ao vivo
- Mayhem and Revelry (2025)

### Singles
| Título                              | Ano  | Maior colocação na parada | Maior colocação na parada | Maior colocação na parada | Maior colocação na parada  | Maior colocação na parada | Álbum                 |
| Título                              | Ano  | US Main.                  | US Rock Air.              | US Rock                   | CAN<br id="mwAQo"><br>Rock | CZ Rock                   | Álbum                 |
| ----------------------------------- | ---- | ------------------------- | ------------------------- | ------------------------- | -------------------------- | ------------------------- | --------------------- |
| "Fire Away"                         | 2018 | —                         | —                         | —                         | —                          | —                         | Single avulso         |
| "When I'm Gone"                     | 2019 | 1                         | 13                        | 27                        | 14                         | 5                         | Dirty Honey (EP)      |
| "Rolling 7s"                        | 2019 | 3                         | 23                        | —                         | 11                         | —                         | Dirty Honey (EP)      |
| "Last Child" (cover do Aerosmith)   | 2021 | —                         | —                         | —                         | —                          | —                         | Single avulso         |
| "California Dreamin'"               | 2021 | 12                        | 22                        | —                         | 34                         | —                         | Dirty Honey           |
| "Tied Up"                           | 2021 | —                         | —                         | —                         | —                          | —                         | Dirty Honey           |
| "Gypsy"                             | 2021 | —                         | —                         | —                         | —                          | —                         | Dirty Honey           |
| "The Wire"                          | 2021 | 19                        | 46                        | —                         | —                          | —                         | Dirty Honey           |
| "Another Last Time"                 | 2022 | 23                        | —                         | —                         | —                          | —                         | Dirty Honey           |
| "Let's Go Crazy" (cover do Prince)  | 2022 | —                         | —                         | —                         | —                          | —                         | Single avulso         |
| "Heartbreaker 2.0"                  | 2023 | —                         | —                         | —                         | —                          | —                         | Single avulso         |
| "Won't Take Me Alive"               | 2023 | 7                         | —                         | —                         | —                          | —                         | Can't Find the Brakes |
| "Can't Find the Brakes"             | 2023 | —                         | —                         | —                         | —                          | —                         | Can't Find the Brakes |
| "Coming Home (Ballad of the Shire)" | 2023 | 32                        | —                         | —                         | —                          | —                         | Can't Find the Brakes |
| "Don't Put Out the Fire"            | 2024 | 18                        | 32                        | —                         | —                          | —                         | Can't Find the Brakes |

### Clipes
| Título                              | Ano  | Diretor(es)                      |
| ----------------------------------- | ---- | -------------------------------- |
| "When I'm Gone"                     | 2019 | Magnus Jonsson, Martin Landgreve |
| "Rolling 7s"                        | 2019 | Scott Fleishman                  |
| "California Dreamin'"               | 2021 | Scott Fleishman                  |
| "The Wire"                          | 2021 | Scott Fleishman                  |
| "Another Last Time"                 | 2022 | Scott Fleishman                  |
| "Won't Take Me Alive"               | 2023 | George Gallardo Kattah           |
| "Coming Home (Ballad of the Shire)" | 2024 | Mark Christy                     |
| "Don't Put Out the Fire"            | 2024 | Zebulon Griffin                  |